# سومييوشي-كو
سومييوشي-كو (باليابانية: 住吉区) هو حي في اليابان، يقع في أوساكا، بلغ عدد سكانه 153,350 نسمة وذلك حسب إحصائيات سنة 2017، تبلغ مساحته 9.34 كيلومتر مربع.

## أعلام
- ريوسوكي أوغاتا
- تاكاشي كاواي